# Баньйос-де-Мольгас
Баньйос-де-Мольгас (гал. Baños de Molgas, ісп. Baños de Molgas) — муніципалітет в Іспанії, у складі автономної спільноти Галісія, у провінції Оренсе. Населення — 1846 осіб (2009).
Муніципалітет розташований на відстані близько 390 км на північний захід від Мадрида, 18 км на південний схід від Оренсе.
Муніципалітет складається з таких паррокій: Альмойте, Амбія, Баньйос-де-Мольгас, Бетан, Кантонья, Коусьєйро, Гуаміль, Лама-Ма, Поедо, Понте-Амбія, Прескейра, Рібейра, Віде.

## Демографія
Динаміка населення (INE ):

## Галерея зображень

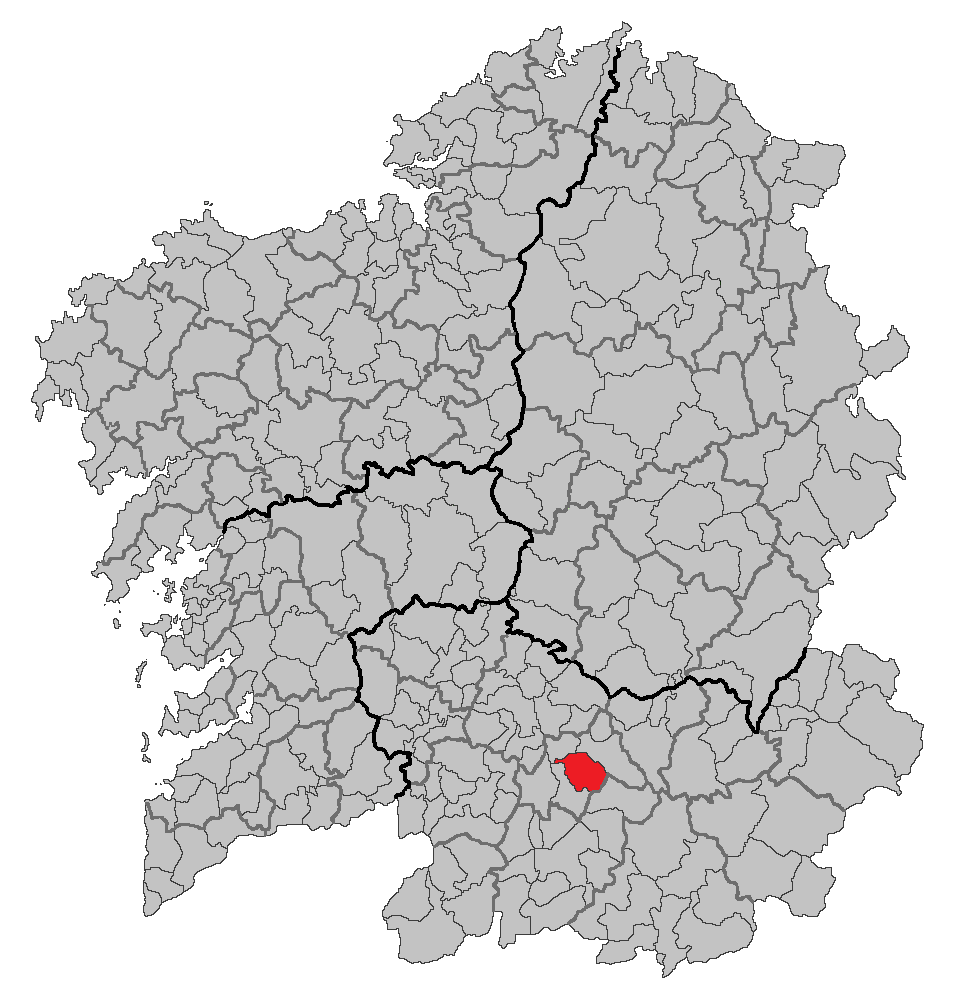
Розташування муніципалітету